# 国分寺パークレーン
国分寺パークレーン（こくぶんじパークレーン）は、かつて東京都国分寺市に所在したボウリング場。富士商事株式会社が運営した。国分寺駅周辺の再開発に伴い、2008年10月末をもって閉鎖された。

## 概要

### 営業時間
- 平日 午前10時 - 深夜0時
- 祝前日 午前10時 - 深夜0時
- 土日祝 午前 7時 - 深夜0時

### プロボウラー
- プロボウラー・棚橋孝太が定期的にレッスンを行っていた。

## 大会等
週末には月ごとの市民ボウリング大会や、オアシス杯、龍栄杯など付属施設の名を冠した大会を開催。また、毎年5月に全日本ボウリング協会と日本放送協会（NHK）の共催で開催される全日本選抜ボウリング選手権大会の会場となっていたが、同施設の閉鎖決定により2008年の第42回大会を最後に東大和市のBIG BOX東大和に会場が移されることになった。

## 施設
- ボウリング場
- 卓球場
- ビリヤード場
- ゲームセンター
- 中国料理 龍栄
- カフェテラス オアシス
- バッティングセンター
- 国分寺ラドン温泉センター

※オーケー国分寺店に隣接しており、駐車場は共通となっている。

## 所在地
- 〒185-0011 東京都国分寺市本多2-3-1

## 交通
- 各線国分寺駅北口より徒歩5分。